# Стивидорный узел (теория узлов)
В теории узлов стивидорный узел или узел грузчика — это один из трёх простых узлов с числом пересечений шесть, два других — 62 и 63. Стивидорный узел числится под номером 61 knot в списке Александера — Бриггса и может быть описан как скрученный узел с четырьмя полуоборотами или как (5,−1,−1) кружевной узел.
Математический стивидорный узел назван по аналогии с обычным (бытовым) стивидорным узлом, который часто используется как стопор на конце верёвки.  Математическая версия узла может быть получена из бытовой версии путём соединения двух свободных концов верёвки, образуя завязанную в узел петлю.
Стивидорный узел является обратимым, но не ахиральным.  Его многочлен Александера равен
{\displaystyle \Delta (t)=-2t+5-2t^{-1},}
а его многочлен Александера — Конвея равен
{\displaystyle \nabla (z)=1-2z^{2},}
многочлен Джонса узла равен
{\displaystyle V(q)=q^{2}-q+2-2q^{-1}+q^{-2}-q^{-3}+q^{-4}.}
Многочлены Александера и Конвея стивидорного узла те же самые, что и у узла 946, но многочлены Джонса для этих двух узлов различаются. Поскольку многочлен Александера не нормирован, стивидорный узел не является расслоённым.
Стивидорный узел является ленточным, а потому он является также и срезанным.
Стивидорный узел является гиперболическим с дополнением, имеющим объём примерно 3,163 96.